# Zuma Rock
Zuma Rock je skalní monolit plutonického původu, který se nachází 30 kilometrů západně od nigerijského hlavního města Abuja. Jeho vrchol se nachází v nadmořské výšce 725 metrů a zhruba 300 metrů nad okolním terénem, základna má obvod okolo 2,5 kilometru. Skálu tvoří gabro a granodiorit, které pocházejí z období neoproterozoika.
Domorodí Gwariové skálu uctívali jako sídlo nadpřirozených sil a také ji využívali jako útočiště v době kmenových válek. Turistickou atrakcí je skalní stěna, na které je možno vidět obraz lidské tváře. Podle místní legendy se pod skálou nachází velký rezervoár vody.
Název pochází z výrazu „zumwa“ (loviště perliček).
Zuma Rock je označována za vstupní bránu Abuji, protože kolem ní vede silnice spojující hlavní město s Kadunou. Skála je vyobrazena na bankovce o hodnotě sto nair.